# Reinhart Koselleck
Reinhart Koselleck (Görlitz, 23 aprile 1923 – Bad Oeynhausen, 3 febbraio 2006) è stato un filosofo e storico tedesco che si è dedicato allo studio della semantica, della metodologia e della teoria dei concetti storici.

## Vita
Nato in una famiglia di insegnanti, la vita di Koselleck è stata segnata dall'esperienza del nazionalsocialismo e della seconda guerra mondiale. Nel 1941, dopo la fine della scuola superiore (Abitur), combatte nella Wehrmacht sul fronte orientale. Dal 1944 all'ottobre del 1945 è prigioniero di guerra a Qaraǧandy (Kazakistan).
Ritornato in Germania, negli anni tra il 1947 e il 1953 studia Storia, Filosofia, Diritto pubblico e Sociologia presso le università di Heidelberg in Germania e di Bristol in Inghilterra .
Fra i suoi maestri annovera, dimostrando così la varietà e complessità dei suoi interessi, eminenti studiosi come i filosofi Martin Heidegger, Carl Schmitt, Karl Löwith, Hans-Georg Gadamer, lo storico Werner Conze, il sociologo Alfred Weber, il professore di medicina e antropologo Viktor von Weizsäcker.
Il 20 novembre 1954, Koselleck discute presso l'Università di Heidelberg, con relatore Johannes Kühn , la sua tesi di laurea dal titolo Kritik und Krise. Eine Untersuchung der politischen Funktion des dualistischen Weltbildes im 18. Jahrhundert (Critica e crisi. Una ricerca sulla funzione politica della dualistica visione del mondo nel XVIII secolo). La tesi sarà pubblicata nel 1959 con il titolo  Kritik und Krise. Ein Beitrag zur Pathogenese der bürgerlichen Welt (Critica e crisi. Un contributo alla patogenesi del mondo borghese). L'opera, apprezzata dal pubblico degli studiosi apre il suo ingresso nel mondo scientifico. L'opera avrà nove edizioni in tedesco - un record per una tesi di laurea - e sarà tradotta in cinque lingue.
Incaricato come lettore dal 1954 al 1956 nell'Università di Bristol, dal 1956 al 1960 ricopre l'incarico di professore assistente all'Historisches Seminar dell'Università di Heidelberg.
Prima collaboratore e poi membro dell'Arbeitskreis für Moderne Sozialgeschichte di Heidelberg, ne diviene presidente nel 1986.
Insegna Scienza politica alla Ruhr-Universität di Bochum, Storia moderna all'Università di Heidelberg e Teoria della storia all'Università di Bielefeld.
Dal 1970 al 1980, Koselleck conduce con Werner Conze e Otto Brunner e da solo, dopo la loro morte, l'enorme progetto del Geschichtliche Grundbegriffe, un dizionario dei concetti storici fondamentali, in otto volumi (di cui l'ultimo, in due tomi), circa 9000 pagine e 122 contributi da "Adel" (nobiltà) a "Zivilisation" (civiltà), con il lemma più lungo ("Volk", nazione, popolo, nazione) di 290 pagine.
Reinhart Koselleck è stato inoltre professore invitato nell'Università di Tokyo, alla New School for Social Research e alla Columbia University di New York, all'Università di Chicago (1988, 1989 e 1990) e direttore associato all'École des Hautes Études en Sciences Sociales di Parigi.
È stato membro dell'Accademia delle scienze della Renania-Westfalia, dell'Accademia delle Scienze di Heidelberg e della British Academy.
È morto il 3 febbraio 2006, all'età di 82 anni.

## Pensiero
Analizzando il periodo storico che va dal 1750 al 1850, un'età di "cerniera" ("Sattelzeit"), che segna l'avvento della modernità, Koselleck ne coglie la profonda crisi di pensiero nella quale i concetti politici e sociali cambiano di significato e acquisiscono una dimensione definitiva assumendo un valore e un significato non solo per l'interpretazione del passato ma anche per la storia futura.
Secondo Koselleck lo stesso concetto moderno di "Storia" nasce in Germania alla fine del XVIII secolo quando il termine usato passa dal plurale al singolare e con l'unione dei due termini Historie e Geschichte, dei quali il secondo designa l'evento storico, il suo decorso e la sua analisi.
Koselleck viene oggi considerato, con un richiamo alla filosofia hegeliana, l'iniziatore della "Storia dei concetti" (Begriffsgeschichte), nel senso che non si tratta di uno studio puramente linguistico dei termini avulsi dal loro contesto sociale e politico ma, al contrario, si vuole cogliere il significato reale che è al di sotto del linguaggio: condizione questa essenziale per una vera comprensione degli avvenimenti storici.
Il metodo della "semantica storica" sviluppato da Koselleck e dai suoi collaboratori, da loro valutato come «indicatore e fattore di cambiamento sociale», si è fissato nell'ambiente universitario tedesco dando luogo alla realizzazione di un Manuale delle nozioni fondamentali politiche e sociali in Francia dal 1680 al 1820.
Koselleck è convinto della necessità di identificare la direzione spirituale (geisteswissenschaftlich) e filosofica della storia sociale piuttosto che privilegiare l'analisi marxista e statistica che si fonda sui meccanismi economici nello sviluppo della società.
Al termine della sua carriera Koselleck s'interessa sempre più di antropologia e si dedica agli studi dei monumenti funebri e dei cimiteri militari pubblicando il risultato delle sue indagini in opere come Der politische Totenkult. Kriegerdenkmäler in der Moderne (Il culto dei morti in politica. I monumenti funebri nell'epoca moderna (1994) e Zur politischen Ikonologie des gewaltsamen Todes (Sull'iconologia politica della morte violenta (1998).

## Opere
- Kritik und Krise. Eine Studie zur Pathogenese der bürgerlichen Welt, Freiburg, 1959, 19692, tr. it. "Critica e crisi", Il Mulino, Bologna, 1972
- Preußen zwischen Reform und Revolution. Allgemeines Landrecht, Verwaltung und soziale Bewegung von 1791 bis 1848, Stuttgart, 1967, 1981; tr. it. "La Prussia tra riforma e rivoluzione. Diritto agrario generale, amministrazione e movimento sociale dal 1791 al 1848", Il Mulino, Bologna, 1988
- Das Zeitalter der europäischen Revolution 1780-1848, Frankfurt/Main, 1969, tr. it. "L'epoca della rivoluzione europea", Milano, 1970
- Vergangene Zukunft. Zur Semantik geschichtlicher Zeiten, Frankfurt/Main, 1979, tr. it. "Il futuro passato. Sulla semantica dei tempi storici", Genova, 1986
- Der politische Totenkult. Kriegerdenkmäler in der Moderne, Fink Münich, 1994
- Zur politischen Ikonologie des gewaltsamen Todes. Ein deutsch-französischer Vergleich, Schwabe, Bâle, 1998
- L'Expérience de l'histoire, edito da Michael Werner e tradotto sotto la direzione di Alexandre Escudier, Gallimard e Le Seuil, Paris, 1997
- Europäische Umrisse deutscher Geschichte, Manutius, Heidelberg, 1999
- The Practice of Conceptual History, Stanford University Press, Stanford, 2002
- Zeitschichten. Studien zur Historik, Suhrkamp, 2000

Koselleck ha curato anche importanti raccolte di saggi:
- con R. Schnur, Hobbes-Forschungen, Berlin, 1969
- Studien zum Beginn der Modernen Welt, Stuttgart, 1977
- con O. Brunner e W. Conze, Lexikon "Geschichtliche Grundbegriffe", 7 voll., Stuttgart, 1972 ss.
- con Reinhart Herzog, Poetik und Hermeneutik, vol. XII, Epochenschwelle und Epochenbewußtsein, München, 1987
- con Rolf Reichardt, Die Französische Revolution als Bruch des gesellschaftlichen Bewußtseins, München, 1988
- e la Bibliothek der Geschichte und Politik, Klassiker-Verlag, Frankfurt am Main, 1985

### Opere tradotte in italiano
- Crisi. Per un lessico della modernità (Krise, in Geschichtliche Grundbegriffe, Bd. 3), Ombre Corte 2012
- Il Vocabolario della modernità. Progresso, crisi, utopia e altre storie di concetti, Editore: Il Mulino 2009
- Storia. La formazione del concetto moderno, Editore: CLUEB, 2009
- Futuro passato. Per una semantica dei tempi storici, Editore: CLUEB 2007
- Koselleck Reinhart, Meier Christian, Progresso. I concetti della politica, Editore: Marsilio 1995
- Koselleck Reinhart, Gadamer Hans G.,  Ermeneutica e istorica, ed. Il Nuovo Melangolo 1990
- La Prussia tra riforma e rivoluzione (1791-1848), Editore: Il Mulino 1988
- Critica illuminista e crisi della società borghese, Editore: Il Mulino 1984